# Тинітус
Тинітус (лат. tinnitus від tinnīre, що означає «побрязкувати або дзвеніти як дзвіночок») — дзвін або шум у вухах, який чується за відсутності зовнішніх джерел шуму. Часто є симптомом різних порушень роботи слухової системи. Це відчуття може характеризуватися пацієнтами як гул, шипіння, свист, дзвін, шум падаючої води, стрекотіння коників.
Дзвін у вухах може лунати як в одному, так і в обох вухах. Оскільки шум, який чується при тинітусі, не викликаний зовнішнім звуком, то інші люди його не чують (виняток — шум, спричинений порушеннями кровообігу, який чутний з використанням спеціального обладнання). Це поширена проблема, з якою стикаються від 15 % до 20 % людей і особливо часто зустрічається у людей похилого віку.

## Причини
Тинітус є сиптомом різних патологічних процесів у слуховій системі, в яку входять вухо, слуховий нерв, що з'єднує внутрішнє вухо з головним мозком, та відділи мозку, що обробляють звук. Дзвін у вухах може бути викликаний низкою причин: зламаними або пошкодженими волосковими клітинами внутрішнього вуха (равлика); порушеннями кровообігу в прилеглих судинах (зокрема сонній артерії); проблеми із суглобом щелепної кістки (скронево-нижньощелепний суглоб); та проблеми обробкою звуку мозком.
Вчені досі не дійшли згоди щодо того, що відбувається в мозку, щоб створити ілюзію звуку, коли його насправді немає. Деякі вважають, що шум у вухах схожий на фантомні болі, при яких біль відчувається після загоєння травми. Серед його поширених причин — пошкодження волоскових клітин. Головний мозок компенсує втрату їхньої функціональності шляхом підвищення чутливості інших, здорових клітин. Це пояснює, чому деякі люди з шумом у вухах мають підвищену загальну чутливість до гучного шуму.
Серед інших причин:
- Вушна інфекція чи закупорка вушного каналу. Слухові проходи можуть бути заблоковані скупченням рідини (вушна інфекція), вушною сіркою, брудом або іншими сторонніми матеріалами. Закупорка може змінити тиск у вусі, викликаючи шум у вухах.[2]
- Травми голови чи шиї. Травма голови чи шиї може вплинути на внутрішнє вухо, слухові нерви чи функцію мозку, що пов'язано зі слухом. Такі травми зазвичай викликають шум лише в одному вусі.[2]
- Ліки. Ряд ліків може викликати чи посилювати шум у вухах. Як правило, що вища доза цих ліків, то сильнішим стає шум у вухах. Часто небажаний шум зникає, коли використання цих препаратів припиняється. Ліки, які викликають шум у вухах, включають нестероїдні антизапальні препарати (НПЗП) та деякі антибіотики, ліки від раку, водні таблетки (діуретики), протималярійні препарати та антидепресанти.[2] Відомо, що понад 200 препаратів викликають шум у вухах, коли людина починає або припиняє їх приймати.[3]

Менш поширені причини шуму у вухах включають інші проблеми зі слухом, хронічні захворювання, а також травми або стани, які впливають на нерви у вусі або центр слуху у мозку.
1. Хвороба Меньєра. Дзвін у вухах може бути ранньою ознакою хвороби Меньєра, захворювання внутрішнього вуха, яке може бути спричинене аномальним тиском рідини у внутрішньому вусі.
2. Дисфункція євстахієвої труби. У цьому стані трубка у вусі, що з'єднує середнє вухо з верхньою частиною горла, постійно залишається розширеною, через що може виникнути відчуття закладеності вуха.
3. Зміни вушної кістки. Затвердіння кісточок у середньому вусі (отосклероз) може вплинути на слух і викликати шум у вухах. Цей стан, спричинений ненормальним ростом кісток, має тенденцію передаватися у спадок.
4. М'язові спазми у внутрішньому вусі. М'язи внутрішнього вуха можуть напружуватися (спазмуватися), що може призвести до шуму у вухах, втрати слуху та відчуття закладеності вуха. Іноді це відбувається з незрозумілої причини, але може бути викликано неврологічними захворюваннями, зокрема розсіяним склерозом.
5. Ураження скронево-нижньощелепного суглоба. Проблеми з суглобами з обох боків голови перед вухами, де нижня щелепа стикається з черепом, можуть викликати шум у вухах.
6. Акустична неврома або інші пухлини голови та шиї. Акустична неврома — це не ракова (доброякісна) пухлина, яка розвивається на черепному нерві, що йде від мозку до внутрішнього вуха і контролює рівновагу і слух. Інші пухлини голови, шиї або головного мозку можуть викликати шум у вухах.
7. Розлади кровоносних судин. Умови, які впливають на кровоносні судини — наприклад, атеросклероз, високий кров'яний тиск або перекручені або неправильно сформовані кровоносні судини — можуть змусити кров рухатися по венах і артеріях з більшою силою. Ці зміни кровотоку можуть викликати шум у вухах або зробити шум у вухах більш помітним.
8. Інші хронічні захворювання. Захворювання, включаючи діабет, проблеми зі щитовидною залозою, мігрень, анемію та аутоімунні розлади, такі як ревматоїдний артрит і вовчак, пов'язані з шумом у вухах.[2]
9. Гормональні зміни у жінок.[3]
10. Аномалії щитовидної залози.[3]

У багатьох людей шум у вухах слабне чи зникає при лікуванні його основної причини або за допомогою інших методів лікування, які зменшують або глушать шум, роблячи його менш помітним.

## Симптоми
Шум у вухах найчастіше описується як дзвін, хоча сторонніх звуків немає. Може також проявлятися як інші типи фантомних шумів у вухах, у тому числі: гудіння; ревіння; шипіння, клацання, свист.
Шуми у вухах можуть змінюватись по висоті від низького реву до високого вереску, і чується в одному або обох вухах. У деяких випадках звук може бути настільки гучним, що заважає зосереджувати увагу або чути зовнішній звук. Дзвін у вухах може бути постійним, а може наставати періодично.
Пульсуючий шум у вухах — це рідкісний тип шуму у вухах, який звучить як ритмічне пульсування у вусі, зазвичай синхронно у такт з серцебиттям. Лікар може почути його під час огляду, натиснувши стетоскоп до шиї або приклавши крихітний мікрофон всередині слухового проходу. Цей вид шуму у вухах найчастіше викликаний проблемами кровотоку в голові або шиї (об'єктивний шум у вухах). Пульсуючий шум у вухах також може бути викликаний пухлиною у головному мозку або аномаліями його структури.

## Тинітус як симптом COVID-19
Повідомлення про людей, які відчувають шум у вухах, запаморочення та інші проблеми зі слухом після перенесеного COVID-19 почали з'являтися на початку пандемії в 2020 році. Американська академія аудіології (American Academy of Audiology), Американська асоціація мови та слуху (American Speech-Language-Hearing Association) та Академія лікарів аудіологів (Academy of Doctors of Audiology) виступили із заявою з цього приводу. Вони заявили, що 7,6 % людей, інфікованих COVID-19, страждали на втрату слуху, 14,8 % страждали від шумів у вухах і 7,2 % повідомили про запаморочення.
Інфекція COVID-19 шкідливо впливає на зовнішні волоскові клітини в равлику. Пошкодження слухової системи, вторинне по відношенню до вірусних інфекцій, зазвичай є інтракохлеарним; проте деякі віруси можуть впливати на слуховий стовбур мозку.
Механізми ушкодження периферичної слухової системи можуть включати пряме вірусне ушкодження органу Корті, спайскулярні стрії або спіральний ганглій, ушкодження, опосередковане імунною системою пацієнта проти вірусно виражених білків (цитомегаловірус) та імунокомпромет, що призводить до вторинної бактеріальної інфекції вуха (вірус імунодефіциту людини та кір).
Дослідники з Массачусетського технологічного інституту та Массачусетського університету очей та вух використовували тканини з внутрішніх вух мишей та людей, а також клітинні моделі in vitro та виявили, що SARS-CoV-2 (вірус, що викликає COVID-19) заражає клітини у внутрішньому вусі. Результати цього моделювання були опубліковані у жовтні 2021 року у журналі Communications Medicine. Тинітус може бути непрямим наслідком дії вірусу.

## Фактори ризику
Будь-яка людина може відчувати шум у вухах, але такі фактори можуть збільшити ризик:
1. Дія сильного шуму. Гучний шум, наприклад, від важкого обладнання, ланцюгових пилок та вогнепальної зброї, є поширеною причиною втрати слуху, пов'язаної з шумом. Портативні музичні пристрої, такі як MP3-плеєри, можуть викликати втрату слуху через шум, якщо на них голосно відтворювалась музика протягом тривалого часу. Люди, які працюють у галасливих умовах, наприклад, фабричні та будівельні робітники, музиканти та солдати, особливо схильні до ризику.
2. Вік. З віком кількість функціонуючих нервових волокон у вухах зменшується, що може викликати проблеми зі слухом, часто пов'язані з шумом у вухах.
3. Стать. Чоловіки частіше відчувають шум у вухах.
4. Вживання тютюну та алкоголю. Курці мають вищий ризик розвитку шуму у вухах. Вживання алкоголю також збільшує ризик виникнення шуму у вухах.
5. Певні проблеми із здоров'ям. Ожиріння, серцево-судинні проблеми, високий кров'яний тиск, артрит чи травма голови в анамнезі збільшують ризик виникнення шуму у вухах[2].
6. Стрес, який може посилити або навіть сприяти симптомам[6].
7. Гормональні зміни людини[6].
8. Синусові інфекції.[6]

## Ускладнення
Дзвін у вухах впливає людей по-різному. Для деяких людей шум у вухах може суттєво вплинути на якість життя. Людина може зазнавати втоми; стресу; проблем зі сном; проблем із концентрацією; проблем із пам'яттю; депресії; занепокоєння та дратівливість; головні болі; проблеми з роботою та сімейним життям.

## Профілактика
У багатьох випадках шум у вухах є результатом чогось, чому не можна запобігти. Тим не менш, деякі запобіжні заходи можуть допомогти запобігти певним видам шуму у вухах.
1. Захист органів слуху. Згодом вплив гучних звуків може пошкодити нерви у вухах, викликаючи втрату слуху та шум у вухах. Необхідно намагатися обмежити вплив гучних звуків. А якщо немає можливості уникнути гучних звуків, треба використовуйте захисні навушники, щоб захистити слух.
2. Зменшення гучності музики. Тривале прослуховування музики на дуже високій гучності через навушники може призвести до втрати слуху та шуму у вухах. Необхідно зробити музику тихіше.
3. Догляд за серцево-судинним здоров'ям. Регулярні фізичні вправи, правильне харчування та інші заходи для підтримки здоров'я кровоносних судин можуть допомогти запобігти шуму у вухах, пов'язаному з ожирінням та захворюваннями кровоносних судин.
4. Обмеження вживання алкоголю, кофеїну та нікотину. Ці речовини, особливо при надмірному вживанні, можуть впливати на кровообіг і викликати шум у вухах[2].